# Syrop z siarki i piołunu
Syrop z siarki i piołunu (oryg. Brimstone & Treacle) to brytyjski thriller z 1982 roku w reżyserii Richarda Loncraine’a na podstawie sztuki Dennisa Pottera.

## Obsada
- Suzanna Hamilton – Patricia Bates
- Denholm Elliott – Tom Bates
- Joan Plowright – Norma Bates
- Sting – Martin Taylor
- Mary MacLeod – Valerie Holdsworth